# Classiebawn Castle
Classiebawn Castle er et country house opført til 3. Viscount Palmerston (1784–1865) på en ejendom der tidligere var 4.000 hektar på Mullaghmorehalvøen nær landsbyen Cliffoney, County Sligo, i Irland. Det nuværende slot blev opført i slutningen af 1800-tallet.